# تحمل القحط

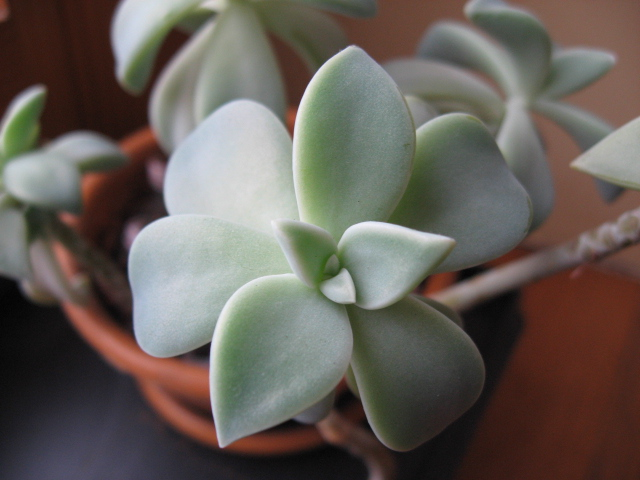

تحمُّل القَحْط هو القدرة التي يحافظ بها النبات على كتلته الحيوية في ظروف القحولة أو القحط. بعض النباتات قادرة بطبعها على التأقلم مع ظروف الجفاف، فتعيش على آليات حماية، منها: التأقلم مع الجفاف، أو إزالة السُّمِّية، أو علاج انسداد النسيج الوعائي الخشبي. ازدادت قدرة بعض النباتات -ولا سيما الذرة والقمح والأرز- على تحمل القحط، بعد تعديلها وإنتاج أنواع جديدة منها بالهندسة الوراثية. 
آليات تحمل القحط معقدة، ولها سبل عديدة تتيح للنباتات التفاعل مع ظروف معيَّنة في أي وقت. من التفاعلات: التوصيلية الثغرية، وتحليل الكاروتينات، وتخزين الأنثوسيانين، ووساطة الحاميات الأسموزية (التي من قبيل السكروز والجلايسين والبرولين)، وإنزيمات انتقاء أنواع الأكسجين التفاعلية (روس اختصارًا). التحكم الجزيئي أثناء تحمل القحط معقد أيضًا، ويتأثر بعوامل أخرى من البيئة ومرحلة النمو. أساس هذا التحكم عوامل نسخ، مثل: البروتين الرابط للعناصر المتجاوب مع الجفاف، والعامل الرابط للعناصر المجاوب لحمض التسقيط، والبارض اللاقِمِّي.

## فسيولوجيّة تحمل القحط
النباتات عرضة لنقص المياه، نقصًا قد يتفاقم شيئًا فشيئًا ويطول (متراوحًا بين أيام وأسابيع وشهور)، أو يقصر (متراوحًا بين ساعات وأيام). في تلك الحالات يتأقلم النبات بتقليل استهلاك الماء وزيادة قابلية امتصاصه إلى أقصى حد. تشتد عرضة النباتات لضغوط القحط في مراحل النمو والإزهار وتكوين البذور. تجمع النباتات بين تفاعلات طويلة الأمد وقصيرة الأمد، لتتمكن من إنتاج بعض البذور القابلة للحياة والنمو. من الأمثلة على تلك التفاعلات الفسيولوجية: 

### التفاعلات قصيرة الأمد
- في الأوراق: تمييز الإشارات الجذرية، والإغلاق الثغري، وتقليل امتصاص الكربون.
- في الساق: تثبيط النمو، وإجراء تغييرات هيدروليكية، ونقل الإشارات، واستيعاب النقل.
- في الجذر: إرسال إشارات الجفاف الخلوي، والتعديل الأسموزي.[7]

### التفاعلات طويلة الأمد
- القسم فوق الأرضي من النبات (الجزء العلوي): تثبيط نمو البَتائل، وتصغير مساحة النتح، وإجهاض الحبوب، والهرم، والتأقلم الأيضي، والتعديل الأسموزي، وتخزين الأنثوسيانين، وتحليل الكاروتينات، ووساطة الحاميات الأسموزية، وإنزيمات انتقاء أنواع الأكسجين التفاعلية،
- القسم تحت الأرضي من النبات (الجزء السفلي): المحافظة على الضغط الامتلائي، مواصلة تنمية الجذر، تكبير الجذر مقارنة بالبَتائل، زيادة مساحة الامتصاص.

## التأقلُمات الطبيعية لتحمل القحط
تحافظ النباتات المتحملة للجفاف أثناء القحولة على جزء كبير من كتلتها الحيوية، بتأقلمات يمكن تقسيمها إلى 4 أقسام: 
1. نباتات هاربة من القحط: نباتات حولية لا تُنبت ولا تنمو إلا عند توفر الرطوبة، فتُكمل حينئذ دورة حياتها.
2. نباتات متملصة من القحط: نباتات معمِّرة غير عصارية، تقصر نموها على فترات تكون فيها رطوبة.
3. نباتات متحمِّلة للقحط: تُعرف أيضًا بالجفافيات، وهي شجيرات دائمة الخضرة، ذات جذور مديدة، وقادرة على التأقلم تحوليًا وفسيولوجيًّا لتواصل نموها حتى في القحط الشديد.
4. نباتات مقاومة للقحط: تُعرف أيضًا بالمعمِّرات العصارية، وهي نباتات تخزن الماء في أوراقها وسيقانها، لتستعمله استعمالًا اقتصاديًّا.

### تأقلمات بنيوية
كثير من التأقلمات القحطية هيكلي، ومنها: 
- تأقلم الثغور لتقليل فقدان المياه، كأن تقلل: عددها، أو الثغور الغائرة، أو الأسطح الشمعية.
- تقليل عدد الأوراق وحجمها.
- تخزين الماء في الأجزاء العصارية العلوية، أو في الدرنات.
- يتيح «أيض الحمض العصاري» امتصاص ثاني أكسيد الكربون ليلًا، وتخزين حمض الماليك نهارًا، فيحدث التمثيل الضوئي بأدنى حد من فقدان الماء.
- تأقلمات الجذر لزيادة امتصاصية المياه.
- تنمية شعيرات على الأوراق، لامتصاص الماء من الغلاف الجوي.

## أهمية تحمل القحط في الزراعة
في السنوات الأخيرة، زاد معدل القحط وزادت حدته، فزادت خطورة الأضرار التي تلحق بالمحاصيل، وقلت العوائد. لكن البحث في الآليات الجزيئية الخاصة بتحمل القحط بيّن أن زيادة التعبير الجيني تعني زيادة تحمل النبات. أدى هذا إلى انطلاق مشاريع تستهدف إنتاج محاصيل معدلة جينيًّا.

### مشاريع تحسين قدرة نباتات متنوعة على تحمل القحط
أُطلقت مشاريع بحثية لتحسين قدرة النباتات على تحمل القحط، كتلك التي أطلقتها «الجمعية الاستشارية للبحوث الزراعية الدولية»، ومنها: إضافة جينات من قبيل «البروتين الرابط للعناصر المجاوب للجفاف 1» إلى القمح وأرز الأراضي المرتفعة وأرز الأراضي المنخفضة، لتقييم تحملها للقحط تقييما ميدانيًّا. 

### معوقات الترويج الزراعي للنباتات المتحملة للقحط
مما يعوق إدخال محصول جديد معدل وراثيًّا في السوق: ارتفاع التكلفة، فقد قُدِّر أنها تبلغ 136 مليون دولار أمريكي على مدى 13 عامًا. وهذا من المشكلات التنموية، لقلة الشركات القادرة على تلك التكاليف، والمؤسسات البحثية لا تستطيع مواصلة التمويل مدة طويلة. لذلك تظهر الحاجة إلى إطار عمل دولي، يشترك فيه مزيد من المؤسسات المعنيّة، لمواصلة دعم المشاريع التي بهذه الضخامة. 

## أهميته في البَسْتنة
استُعمل التعديل النباتي لتنمية العديد من المحاصيل المقاومة للقحط، لكن تطبيقاته على نباتات الزينة محدودة جدًّا، لأن أغلب نباتات الزينة تُعدَّل وراثيًّا لأسباب أخرى غير زيادة تحملها للقحط. لكن مع ذلك، يجري حاليًّا تقييم نباتات زينة معدلة وراثيًّا -مثل بنت القنصل واللقلقي والتبغية- لمعرفة قدرتها على مقاومة الصقيع والقحط والأمراض.